# Junonia timorensis
Junonia timorensis är en fjärilsart som beskrevs av Wall 1869. Junonia timorensis ingår i släktet Junonia och familjen praktfjärilar. Inga underarter finns listade i Catalogue of Life.